# Schizaphis nigerrima
Schizaphis nigerrima är en insektsart. Schizaphis nigerrima ingår i släktet Schizaphis och familjen långrörsbladlöss. Inga underarter finns listade i Catalogue of Life.